# Dysaethria longiductus
Dysaethria longiductus är en fjärilsart som beskrevs av Holloway 1998. Dysaethria longiductus ingår i släktet Dysaethria och familjen Uraniidae. Inga underarter finns listade i Catalogue of Life.